# Minaire

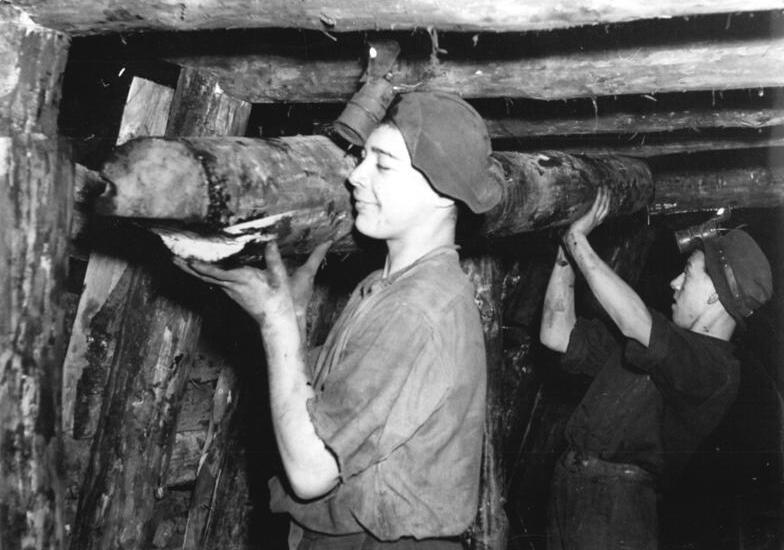
Minaires

Un miner o minaire és una persona que treballa excavant i traslladant minerals en una mina. A Espanya, aquesta professió està regulada per l'Estatut del Miner, aprovat al Reial Decret 3255/1983 del 21 de desembre de 1983. Els miners històricament han estat actors importants al moviment obrer i sindical. La patrona dels miners és Santa Bàrbara de Nicomèdia, el 4 de desembre.
Es tracta d'un treball dur i perillós, ja que qualsevol accident pot obturar-los l'entrada d'aire o sepultar-los. A les mines de carbó és d'especial importància el problema del grisú. El sol fet d'estar contínuament sota terra els exposa a més radioactivitat natural (descendents de la cadena del radó) que la resta de persones, i la incidència de càncer de pulmó en aquesta població també és major (gairebé segura si a més el miner és fumador), a més d'altres malalties, com la silicosa, sobretot del sistema respiratori i sovint anomenades popularment del miner. Malgrat això, és una feina que han fet nens.

## Els miners a l'art

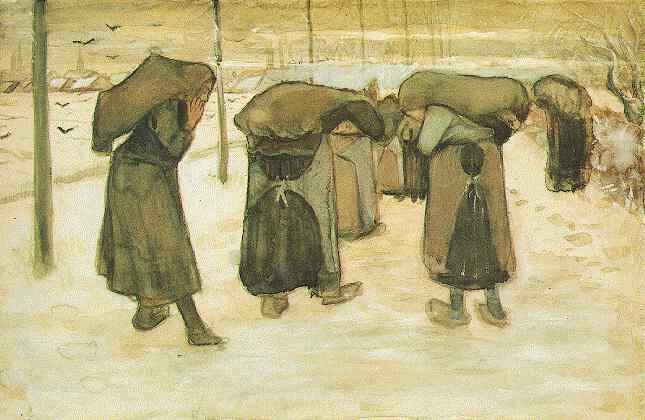
Dones mineres de Vincent van Gogh

Alguns miners ficticis o reals han estat protagonistes de diferents expressions mediàtiques (com la hiper-telerealitat dels miners xilens en 2010, seguits dia a dia per la televisió durant mesos) i artistiques, en pintura, grafit, fotografia, cinema, documental, literatura, música (per exemple la coneguda cançó Soy minero, d'Antonio Molina), etc.

### Literatura
- Temps difícils, de Charles Dickens, escrit en 1854
- Les negres Índies, de Jules Verne, en 1877
- L'estrella del sud, de Jules Verne,
- Germinal, d'Émile Zola